# Welcome 2 My Nightmare
Albums de Alice Cooper
Along Came a Spider
(2008) Paranormal
(2017)
Welcome 2 My Nightmare est le 26e album studio d'Alice Cooper et le 19e en solo sorti le 13 septembre 2011.
L'idée de l'album est venue peu après le trentième anniversaire de l'album original Welcome to My Nightmare sorti en 1975, alors que Cooper discutait avec le producteur Bob Ezrin, qui a proposé l'idée d'écrire une suite à Welcome to My Nightmare. Cooper aima l'idée et décida de recruter les membres originaux du Alice Cooper Group. Le concept de l'album a été décrit par Cooper comme « un autre cauchemar, et celui-ci est encore pire que le dernier » (« another nightmare, and this one is even worse than the last one »).
Cooper avait à l'origine eu l'intention de faire une suite à son album sorti en 2008, Along Came a Spider, mais il décida de réaliser la suite de Welcome to My Nightmare après qu'Ezrin lui a expliqué qu'il n'était pas vraiment concerné.
L'album est terminé au début de l'année 2011. Cooper annonce en février 2011 l'achèvement de l'album via sa radio Nights with Alice Cooper. La sortie de l'album est programmée pour fin 2011 sur le label Bigger Picture Music Group, en raison du planning de la maison de disques et des projets d'Alice Cooper, puis repoussée à 2012 en raison d'engagements de tournée du chanteur. Il sort finalement en septembre 2011. Comme pour les albums Forevermore de Whitesnake, Slash et The Wörld is Yours de Motörhead, une édition Fan Pack a été prévue uniquement pour le Royaume-Uni. La liste des titres est révélée le 19 juillet : elle comprend quatorze pistes, plus deux titres bonus exclusifs à l'édition Fan pack. La couverture de l'album est postée sur le site officiel d'Alice Cooper le 1er août 2011, en même temps que plusieurs détails du contenu de l'album. La sortie du titre I'll Bite Your Face Off est prévue le 12 septembre en single en édition limitée au format vinyle 7", avec en face B, une version exclusive enregistrée en live. La version numérique est publiée le 22 août avec le titre Caffeine en face B.

## Invités
Plusieurs musiciens ont participé à la réalisation cet album : les membres originaux du Alice Cooper Group Dennis Dunaway, Michael Bruce et Neal Smith, crédités en tant que compositeurs et musiciens sur trois pistes, ou encore la chanteuse américaine Kesha, qui a coécrit les paroles de What Baby Wants et chante en duo avec Alice Cooper sur ce titre. Diverses chansons ont aussi été coécrites avec le producteur de l'album Bob Ezrin, le guitariste du groupe Buckcherry Keith Nelson, les guitaristes du premier Welcome to My Nightmare et collaborateurs de longue date Dick Wagner et Steve Hunter, Chuck Garric, bassiste d'Alice Cooper depuis plusieurs années, et le compositeur Jeremy Rubolino.

## Liste des titres
| No  | Titre                        | Auteur                                                                                                   | Durée |
| --- | ---------------------------- | --- | ----- |
| 1.  | I Am Made of You             | Alice Cooper, Bob Ezrin, Desmond Child                                                                   | 5:32  |
| 2.  | Caffeine                     | Alice Cooper, Bob Ezrin, Tommy Henriksen, Keith Nelson                                                   | 3:24  |
| 3.  | The Nightmare Returns        | Alice Cooper, Bob Ezrin                                                                                  | 1:15  |
| 4.  | A Runaway Train              | Alice Cooper, Bob Ezrin, Dennis Dunaway                                                                  | 3:51  |
| 5.  | Last Man On Earth            | Alice Cooper, Bob Ezrin, Piggy D., David Spreng                                                          | 3:47  |
| 6.  | The Congregation             | Alice Cooper, Bob Ezrin, Tommy Henriksen                                                                 | 3:59  |
| 7.  | I'll Bite Your Face Off      | Alice Cooper, Bob Ezrin, Tommy Henriksen, Neal Smith                                                     | 4:25  |
| 8.  | Disco Bloodbath Boogie Fever | Alice Cooper, Bob Ezrin, Tommy Henriksen                                                                 | 3:35  |
| 9.  | Ghouls Gone Wild             | Alice Cooper, Bob Ezrin, Tommy Henriksen                                                                 | 2:33  |
| 10. | Something To Remember Me By  | Alice Cooper, Dick Wagner                                                                                | 3:16  |
| 11. | When Hell Comes Home         | Alice Cooper, Bob Ezrin, Michael Bruce                                                                   | 4:29  |
| 12. | What Baby Wants              | Alice Cooper, Bob Ezrin, Tommy Henriksen, Kesha                                                          | 3:43  |
| 13. | I Gotta Get Outta Here       | Alice Cooper, Bob Ezrin, Patterson Hood                                                                  | 4:20  |
| 14. | The Underture (instrumental) | Alice Cooper, Bob Ezrin, Tommy Henriksen, Desmond Child, Dick Wagner, Jeremy Rubolino, Kelly Jay Fordham | 4:37  |

| 15. | A Bad Situation | Alice Cooper, Bob Ezrin, Chuck Garric, Jim Bacchi | 3:56 |

| 15. | Under the Bed                  | Alice Cooper, Bob Ezrin, Tommy Henriksen  | 4:00 |
| 16. | Poison (live at Download 2011) | Alice Cooper, Desmond Child, John McCurry | 5:01 |

| 15. | We Gotta Get Out of This Place                   | Barry Mann, Cynthia Weil             | 3:10 |
| 16. | No More Mr. Nice Guy (live at Download Festival) | Alice Cooper, Michael Bruce          | 3:14 |
| 17. | The Black Widow (live at Download Festival)      | Alice Cooper, Bob Ezrin, Dick Wagner | 5:24 |

| 15. | Flatline | Bob Ezrin, Tommy Henriksen, Justin Contelyou | 3:54 |

## Crédits de l'album

### Musiciens
- Alice Cooper - chants, chœurs (pistes 4, 8, 11, 12).
- Michael Bruce - guitare (piste 4) ; guitare rythmique (pistes 7, 11) ; claviers (piste 11).
- Dennis Dunaway - basse (pistes 4, 7, 11).
- Neal Smith - batterie (pistes 4,7, 11).
- Steve Hunter - guitare solo (pistes 1, 6, 10, 11, 12 et 14); guitare électrique (pistes 2, 3, 7) ; guitare (pistes 4, 13); guitare acoustique (piste 10) ; guitare rythmique (pistes 9, 12).
- Bob Ezrin - chœurs (pistes 1, 2, 6 à 13) ; claviers (pistes 2, 3, 5, 6, 10 à 13) ; piano (pistes 4, 7, 14) ; harmonium (piste 5); farfisa (piste 9); orchestre (piste 10).
- Tommy Henriksen - guitares (pistes 1 à 4; 6 à 14) ; basse (pistes 2, 8, 12) ; claviers (pistes 1, 2, 6, 8,  12) ; programmation (pistes 1, 6, 8, 9, 12, 13) ; percussions (pistes 2, 6, 7) ; chœurs (pistes 2, 6, 12).
- Jimmie Lee Sloas - basse (pistes 1, 3, 6, 9, 10 et 14).
- Scott Wiliamson - batterie (pistes 1, 3, 6, 9, 10 et 14).
- Tommy Denander - guitare électrique (piste 1)
- Kip Winger - chœurs (pistes 2, 6, 8, 9, 13).
- Chuck Garric - basse (piste 13)
- Kesha (The Devil) - chants (piste 12)
- Rob Zombie (The Guide) - paroles (piste 6)
- John 5 - guitare (piste 8)

### Équipe technique
- Bob Ezrin - producteur, mixage audio
- Shep Gordon - producteur exécutif
- Tommy Henriksen - producteur associé
- Justin Cortleyou - ingénieur du son, Mixage audio
- Ernie Cefalu - directeur artistique
- Carin Cronacher - graphiste
- Ross Halfin - photographie

## Charts
Welcome 2 My Nightmare est l'album d'Alice Cooper qui s'est le mieux vendu depuis Hey Stoopid en 1991, amplifiant la remontée des ventes enregistrées avec le précédent album, Along Came A Spider.
| Pays             | Chart                | Meilleure position | Nombre de semaines | Première entrée    | Réf    |
| ---------------- | -------------------- | ------------------ | ------------------ | ------------------ | ------ |
| Allemagne        | Media Control Charts | 26                 | 1                  | 3 octobre 2011     | [ 11 ] |
| Australie        | ARIA Charts          | 16                 | 2                  | 10 septembre 2011  | [ 12 ] |
| Autriche         | Ö3 Austria Top 40    | 25                 | 2                  | 30 septembre 2011  | [ 13 ] |
| Belgique (NL)    | Ultratop             | 80                 | 1                  | 24 septembre 2011  | [ 14 ] |
| Belgique (FR)    | Ultratop             | 42                 | 3                  | 17 septembre 2011  | [ 15 ] |
| Canada           | Top Canadian Albums  | 25                 | 1                  | 1er octobre 2011   | [ 16 ] |
| États-Unis       | Billboard 200        | 22                 | 3                  | 1er octobre 2011   | [ 17 ] |
| États-Unis       | Top Hard Rock Albums | 6                  | 4                  | 1er octobre 2011   | [ 18 ] |
| Finlande         | Mitä hittiä          | 17                 | 3                  | 38e semaine / 2011 | [ 19 ] |
| France           | SNEP                 | 73                 | 2                  | 17 septembre 2011  | [ 20 ] |
| Norvège          | VG-lista             | 23                 | 1                  | 38e semaine / 2011 | [ 21 ] |
| Nouvelle-Zélande | RIANZ                | 23                 | 1                  | 26 septembre 2011  | [ 22 ] |
| Suède            | Sverigetopplistan    | 19                 | 3                  | 23 septembre 2011  | [ 23 ] |
| Suisse           | Swiss Music Charts   | 49                 | 2                  | 25 juillet 2011    | [ 24 ] |